# Кирпичное (Татарстан)
Кирпичное — село в Нурлатском районе Татарстана. Входит в состав Елаурского сельского поселения.

## География
Находится в южной части Татарстана на расстоянии приблизительно 34 км на северо-запад по прямой от районного центра города Нурлат.

## История
Основано в 1920-х годах.

## Население
Постоянных жителей было: в 1926—226, в 1949—238, в 1958—159, в 1970—121, в 1979 — 82, в 1989 — 16, в 2002 году 10 (русские 90 %), в 2010 году 4.